# Discografia di Gloria Gaynor
La discografia di Gloria Gaynor è composta da 20 album in studio, 2 album live, dieci compilation e 51 singoli, pubblicati dal 1974.

## Album

### Album in studio
| 1975                                                              | Never Can Say Goodbye - Pubblicato: 23 gennaio 1975 - Etichetta: MGM                     | 25  | 21 | 8  | 28 | 12 | 8  | 6  | —  | 37 | 32 | - Regno Unito: Argento - Australia: Oro - Canada: Oro |
| 1975                                                              | Experience Gloria Gaynor - Pubblicato: 5 settembre 1975 - Etichetta: MGM                 | 64  | 32 | 23 | 33 | —  | 4  | —  | —  | 28 | —  |                                                       |
| 1976                                                              | I've Got You - Pubblicato: 20 luglio 1976 - Etichetta: Polydor                           | 107 | 40 | —  | 83 | —  | 14 | —  | 18 | 14 | —  |                                                       |
| 1977                                                              | Glorious - Pubblicato: 18 febbraio 1977 - Etichetta: Polydor                             | 183 | —  | —  | —  | —  | —  | —  | —  | —  | —  |                                                       |
| 1978                                                              | Gloria Gaynor's Park Avenue Sound - Pubblicato: 13 marzo 1978 - Etichetta: Polydor       | —   | —  | —  | —  | —  | —  | —  | —  | —  | —  |                                                       |
| 1978                                                              | Love Tracks - Pubblicato: 27 novembre 1978 - Etichetta: Casablanca Records - Formati: LP | 4   | 4  | 15 | 4  | 34 | 20 | 34 | 14 | 10 | 31 | - Stati Uniti: Platino - Canada: Oro                  |
| 1979                                                              | I Have a Right - Pubblicato: 24 settembre 1979 - Etichetta: Polydor                      | 58  | 56 | —  | —  | —  | —  | —  | —  | 34 | —  |                                                       |
| 1980                                                              | Stories - Pubblicato: 24 maggio 1980 - Etichetta: Polydor                                | 178 | —  | —  | —  | —  | —  | —  | —  | —  | —  |                                                       |
| 1981                                                              | I Kinda Like Me - Pubblicato: 15 giugno 1981 - Etichetta: Polydor                        | —   | —  | —  | —  | —  | —  | —  | —  | —  | —  |                                                       |
| 1982                                                              | Gloria Gaynor - Pubblicato: 1 novembre 1982 - Etichetta: Atlantic                        | —   | —  | —  | —  | —  | —  | —  | —  | —  | —  |                                                       |
| 1984                                                              | I Am Gloria Gaynor - Pubblicato: 20 gennaio 1984 - Etichetta: Silver Blue                | —   | —  | —  | —  | —  | —  | —  | —  | —  | —  |                                                       |
| 1986                                                              | The Power of Gloria Gaynor - Pubblicato: 1986 - Etichetta: Stylus                        | —   | —  | —  | —  | —  | —  | —  | —  | —  | 81 |                                                       |
| 1990                                                              | Gloria Gaynor '90 - Pubblicato: 1990 - Etichetta: New Music                              | —   | —  | —  | —  | —  | 12 | —  | —  | —  | —  |                                                       |
| 1992                                                              | Love Affair - Pubblicato: 1992 - Etichetta: New Music                                    | —   | —  | —  | —  | —  | —  | —  | —  | —  | —  |                                                       |
| 1994                                                              | I'll Be There - Pubblicato: 1994 - Etichetta: Radikal                                    | —   | —  | —  | —  | —  | —  | —  | —  | —  | —  |                                                       |
| 1997                                                              | The Answer - Pubblicato: 24 ottobre 1997 - Etichetta: Florical Music                     | —   | —  | —  | —  | —  | —  | —  | —  | —  | —  |                                                       |
| 2003                                                              | I Wish You Love - Pubblicato: 19 aprile 2003 - Etichetta: Logic                          | —   | —  | —  | —  | —  | —  | —  | —  | —  | —  |                                                       |
| 2007                                                              | Christmas Presence - Pubblicato: 2007 - Etichetta: Glolo                                 | —   | —  | —  | —  | —  | —  | —  | —  | —  | —  |                                                       |
| 2013                                                              | We Will Survive - Pubblicato: 2013 - Etichetta: Glolo                                    | —   | —  | —  | —  | —  | —  | —  | —  | —  | —  |                                                       |
| 2019                                                              | Testimony - Pubblicato: 7 giugno 2019 - Etichetta: Gaither Music Group                   | —   | —  | —  | —  | —  | —  | —  | —  | —  | —  |                                                       |
| "—" indica che l'album non è entrato in classifica in quel Paese. |                                                                                          |     |    |    |    |    |    |    |    |    |    |                                                       |

### Album dal vivo
- Live! at John J. Burns Town Park (2005, Instant Live)
- Ao Vivo: Festival De Verao Salvador (2008, Som Livre)

### Raccolte principali
- The Best of Gloria Gaynor (1977, Polydor)
- The Best of Gloria Gaynor (1980, Polydor)
- Greatest Hits (1982, Polydor)
- Greatest Hits (1988, Polydor)
- The Very Best of Gloria Gaynor: I Will Survive (1993, Polydor)
- The Collection (1996, Spectrum Music)
- The Best of Gloria Gaynor (1997, PolyGram)
- I Will Survive: The Anthology (1998, Polydor)
- Classic Gloria Gaynor: The Universal Masters Collection (1999, Polydor)
- 20th Century Masters – The Millennium Collection: The Best of Gloria Gaynor (2000, Polydor)

## Singoli
| 1965                                                                                       | She'll Be Sorry                                        | —  | —  | —  | —  | —  | —  | —  | —  | —  | —  | —  | —  | —  | —  |                                                                | —                                 |
| 1974                                                                                       | Honey Bee                                              | —  | —  | 55 | —  | —  | —  | —  | —  | —  | —  | 27 | —  | —  | —  |                                                                | Never Can Say Goodbye             |
| 1974                                                                                       | Never Can Say Goodbye                                  | 9  | —  | 34 | 3  | 19 | 5  | 3  | —  | 13 | 10 | 6  | —  | —  | 2  | - Regno Unito: Argento                                         | Never Can Say Goodbye             |
| 1975                                                                                       | Reach Out, I'll Be There                               | 60 | —  | 56 | 35 | 13 | 5  | 16 | —  | 5  | 3  | 3  | —  | —  | 14 |                                                                | Never Can Say Goodbye             |
| 1975                                                                                       | Walk On By                                             | 98 | —  | —  | —  | 12 | 14 | 86 | —  | 17 | —  | 19 | —  | —  | —  |                                                                | Experience Gloria Gaynor          |
| 1975                                                                                       | All I Need Is Your Sweet Lovin'                        | —  | —  | —  | —  | —  | —  | —  | —  | —  | —  | —  | —  | —  | 44 |                                                                | Never Can Say Goodbye             |
| 1975                                                                                       | Casanova Brown                                         | —  | —  | —  | —  | —  | —  | —  | —  | —  | —  | —  | —  | —  | —  |                                                                | Experience Gloria Gaynor          |
| 1975                                                                                       | (If You Want It) Do It Yourself                        | 98 | —  | 24 | —  | —  | 32 | —  | —  | 31 | —  | —  | —  | —  | —  |                                                                | Experience Gloria Gaynor          |
| 1975                                                                                       | How High the Moon                                      | 75 | —  | 73 | —  | —  | 26 | 95 | —  | 29 | —  | 22 | 18 | —  | 33 |                                                                | Experience Gloria Gaynor          |
| 1976                                                                                       | Touch of Lightning                                     | —  | —  | —  | —  | —  | —  | —  | —  | —  | —  | —  | —  | —  | —  |                                                                | I've Got You                      |
| 1976                                                                                       | Let's Make a Deal                                      | —  | 4  | 95 | —  | —  | —  | —  | —  | —  | —  | —  | —  | —  | —  |                                                                | I've Got You                      |
| 1976                                                                                       | I've Got You Under My Skin                             | —  | —  | —  | —  | —  | 49 | —  | —  | —  | —  | —  | —  | —  | —  |                                                                | I've Got You                      |
| 1976                                                                                       | Be Mine                                                | —  | —  | —  | —  | —  | 34 | —  | —  | —  | —  | —  | —  | —  | —  |                                                                | I've Got You                      |
| 1977                                                                                       | We Can Start All Over Again                            | —  | 38 | —  | —  | —  | —  | —  | —  | —  | —  | —  | —  | —  | —  |                                                                | Glorious                          |
| 1977                                                                                       | Life Ain't Worth Living                                | —  | 38 | —  | —  | —  | —  | —  | —  | —  | —  | —  | —  | —  | —  |                                                                | Glorious                          |
| 1977                                                                                       | Why Should I Pay                                       | —  | —  | —  | —  | —  | —  | —  | —  | —  | —  | —  | —  | —  | —  |                                                                | Glorious                          |
| 1977                                                                                       | Most of All                                            | —  | —  | —  | —  | —  | —  | —  | —  | —  | —  | —  | —  | —  | —  |                                                                | Glorious                          |
| 1978                                                                                       | You're All I Need to Get By                            | —  | 24 | —  | —  | —  | —  | —  | —  | —  | —  | —  | —  | —  | —  |                                                                | Gloria Gaynor's Park Avenue Sound |
| 1978                                                                                       | Kidnapped                                              | —  | 24 | —  | —  | —  | —  | —  | —  | —  | —  | —  | —  | —  | —  |                                                                | Gloria Gaynor's Park Avenue Sound |
| 1978                                                                                       | This Love Affair                                       | —  | —  | —  | —  | —  | —  | —  | —  | —  | —  | —  | —  | —  | —  |                                                                | Gloria Gaynor's Park Avenue Sound |
| 1978                                                                                       | Substitute                                             | —  | 1  | 78 | —  | —  | —  | —  | —  | —  | —  | —  | —  | —  | —  |                                                                | Love Tracks                       |
| 1978                                                                                       | I Will Survive                                         | 1  | 1  | 4  |    | 17 | 7  | 3  | 12 | 7  | 8  | 5  | 3  | 7  | 1  | - Stati Uniti: Platino - Regno Unito: Platino - Canada: Platin | Love Tracks                       |
| 1979                                                                                       | Anybody Wanna Party?                                   | —  | 1  | 16 | 5  | —  | —  | 78 | —  | —  | —  | —  | —  | —  | —  |                                                                | Love Tracks                       |
| 1979                                                                                       | I Said Yes                                             | —  | 1  | —  | —  | —  | —  | —  | —  | —  | —  | —  | —  | —  | —  |                                                                | Love Tracks                       |
| 1979                                                                                       | Love Is Just a Heartbeat Away (Nocturna's Theme)       | —  | 81 | —  | —  | —  | —  | —  | —  | —  | —  | —  | —  | —  | —  |                                                                | Nocturna                          |
| 1979                                                                                       | Let Me Know (I Have a Right)                           | 42 | 19 | 61 | —  | —  | —  | 95 | —  | —  | —  | 36 | —  | —  | 32 |                                                                | I Have a Right                    |
| 1980                                                                                       | Midnight Rocker                                        | —  | —  | —  | —  | —  | —  | —  | —  | —  | —  | —  | —  | —  | —  |                                                                | I Have a Right                    |
| 1980                                                                                       | Tonight                                                | —  | —  | —  | —  | —  | —  | —  | —  | —  | —  | —  | —  | —  | —  |                                                                | I Have a Right                    |
| 1981                                                                                       | Ain't No Bigger Fool                                   | —  | —  | —  | —  | —  | —  | —  | —  | —  | —  | —  | —  | —  | —  |                                                                | Stories                           |
| 1981                                                                                       | Let's Mend What's Been Broken                          | —  | —  | 76 | —  | —  | —  | —  | —  | —  | —  | —  | —  | —  | —  |                                                                | I Kinda Like Me                   |
| 1982                                                                                       | I Kinda Like Me                                        | —  | —  | —  | —  | —  | —  | —  | —  | —  | —  | —  | —  | —  | —  |                                                                | I Kinda Like Me                   |
| 1982                                                                                       | Tease Me                                               | —  | —  | —  | —  | —  | —  | —  | —  | —  | —  | —  | —  | —  | —  |                                                                | Gloria Gaynor                     |
| 1983                                                                                       | Stop in the Name of Love                               | —  | —  | —  | —  | —  | —  | —  | —  | —  | —  | 50 | —  | —  | —  |                                                                | Gloria Gaynor                     |
| 1983                                                                                       | America                                                | —  | —  | —  | —  | —  | —  | —  | —  | —  | —  | —  | —  | —  | —  |                                                                | Gloria Gaynor                     |
| 1983                                                                                       | I Am What I Am                                         | —  | 3  | 82 | 69 | —  | 36 | —  | —  | 35 | —  | 37 | —  | 20 | 13 |                                                                | I Am Gloria Gaynor                |
| 1984                                                                                       | Strive                                                 | —  | —  | —  | —  | —  | —  | —  | —  | —  | —  | —  | —  | —  | 86 |                                                                | I Am Gloria Gaynor                |
| 1985                                                                                       | My Love Is Music                                       | —  | —  | —  | —  | —  | —  | —  | —  | —  | —  | —  | —  | —  | —  |                                                                | —                                 |
| 1986                                                                                       | Don't You Dare Call It Love                            | —  | —  | —  | —  | —  | —  | —  | —  | —  | —  | —  | —  | —  | —  |                                                                | The Power of Gloria Gaynor        |
| 1987                                                                                       | Be Soft with Me Tonight                                | —  | —  | —  | —  | —  | —  | —  | —  | —  | —  | —  | —  | —  | 80 |                                                                | —                                 |
| 1990                                                                                       | I Will Survive (The Shep Pettibone Club Remixes)       | —  | —  | —  | —  | —  | —  | —  | —  | 42 | —  | —  | —  | —  | —  |                                                                | —                                 |
| 1990                                                                                       | Can't Take My Eyes Off You                             | —  | —  | —  | —  | —  | —  | —  | —  | —  | —  | —  | —  | —  | —  |                                                                | Gloria Gaynor '90                 |
| 1991                                                                                       | Megamedley                                             | —  | —  | —  | —  | —  | —  | —  | —  | 94 | 7  | —  | —  | —  | —  |                                                                | —                                 |
| 1992                                                                                       | First Be a Woman                                       | —  | —  | —  | —  | —  | 12 | —  | 67 | —  | —  | —  | —  | —  | —  |                                                                | Love Affair                       |
| 1993                                                                                       | I Will Survive (Phil Kelsey Remix)                     | —  | —  | —  | —  | —  | —  | —  | —  | —  | —  | —  | —  | —  | 5  |                                                                | —                                 |
| 1997                                                                                       | Mighty High (con The Trammps)                          | —  | 12 | —  | —  | —  | —  | —  | —  | —  | —  | —  | —  | —  | —  |                                                                | —                                 |
| 1997                                                                                       | Oh, What a Life                                        | —  | —  | —  | —  | —  | —  | —  | —  | —  | —  | —  | —  | —  | —  |                                                                | The Answer                        |
| 2000                                                                                       | Never Can Say Goodbye (Remix)                          | —  | —  | —  | —  | —  | —  | —  | —  | —  | —  | —  | —  | —  | —  |                                                                | —                                 |
| 2000                                                                                       | Last Night (con The Giorgio Moroder Project)           | —  | —  | —  | —  | —  | —  | —  | —  | 70 | —  | —  | —  | 89 | 67 |                                                                | —                                 |
| 2001                                                                                       | Just Keep Thinking About You                           | —  | 1  | —  | —  | —  | —  | —  | —  | —  | —  | —  | —  | —  | 85 |                                                                | I Wish You Love                   |
| 2002                                                                                       | I Never Knew                                           | —  | 1  | —  | —  | —  | —  | —  | —  | —  | —  | —  | —  | —  | —  |                                                                | I Wish You Love                   |
| 2022                                                                                       | Can’t Stop Writing Songs About You (con Kylie Minogue) | —  | —  | —  | —  | —  | —  | —  | —  | —  | —  | —  | —  | —  | —  |                                                                | Disco: Guest List Edition         |
| "—" indica che l'album non è entrato in classifica o non è stato pubblicato in quel Paese. |                                                        |    |    |    |    |    |    |    |    |    |    |    |    |    |    |                                                                |                                   |